# Делімітація кордонів
Деліміта́ція кордо́нів (лат. delimitatio — встановлення меж) — визначення загального положення і напрямів державного кордону між суміжними державами шляхом переговорів.
Ухвали про делімітацію зазвичай є складовою частиною мирних договорів або спеціальних угод про встановлення або зміну державних кордонів. В ході делімітації договірні сторони складають — як правило, по карті, без проведення робіт на місцевості — опис проходження лінії кордону, який може бути самостійною статтею в самому договорі або в додатку до нього.
Відповідно до певного в договорі положення лінії кордону вона наноситься на географічну карту, яка, як правило, є складовою частиною договору про делімітацію і як така служить наочним свідоцтвом про положення. Матеріали делімітації служать підставою для подальшого етапу визначення положення кордонів — проведення їх на місцевості (демаркації).